# Osiedle Beskidzkie (Bielsko-Biała)
Osiedle Beskidzkie – osiedle mieszkaniowe położone w Bielsku-Białej na pograniczu dzielnic Aleksandrowice i Kamienica. Zostało wybudowane w technologii wielkopłytowej w latach 1976–1982 według projektu Ryszarda Dudy i Stanisława Smolarka. 
Granicę osiedla wyznaczają: na północy ulica Babiogórska, na wschodzie aleja Andersa, na południu granica naturalna w postaci skarby opadającej ku dolinie Kamieniczanki, a na zachodzie ulica Wadowicka. Jednostka pomocnicza gminy o nazwie Osiedle Beskidzkie różni się w stosunku do jego granic urbanistycznych tylko nieznacznie: obejmuje oprócz bloków także pas zabudowy szeregowej i jednorodzinnej między ulicami Wadowicką a Orzeszkowej oraz kilka domów na południowym krańcu ulicy Sterniczej. W 2017 była zamieszkiwana przez 7436 osób. Historyczna granica między Aleksandrowicami a Kamienicą, którą odzwierciedla podział na obręby ewidencyjne, biegnie w osi wschód–zachód dokładnie środkiem osiedla.

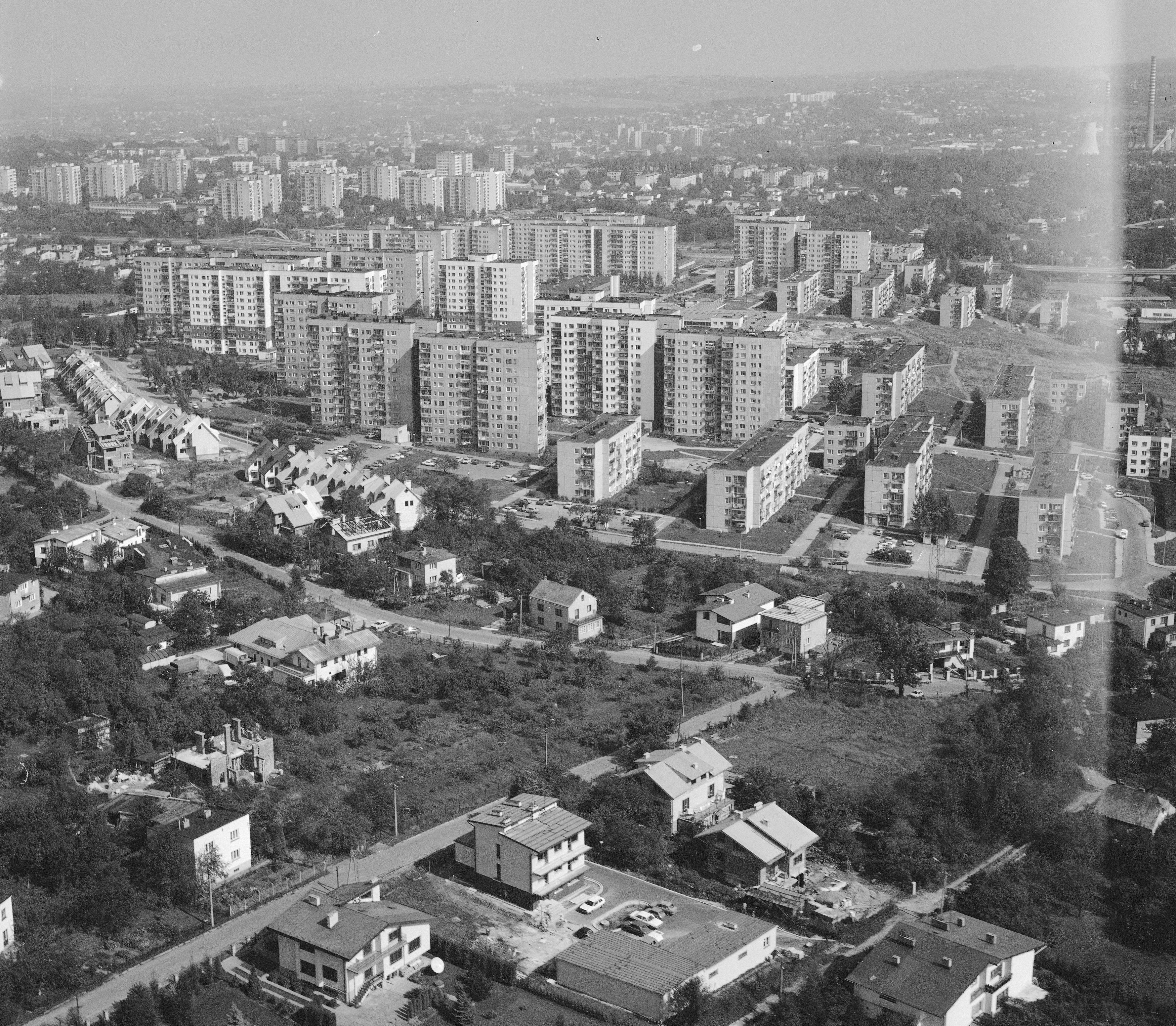
Widok lotniczy osiedla w 1989

Osiedle w swojej pierwotnej postaci składa się z 15 budynków jedenastokondygnacyjnych ustawionych w układzie południkowym oraz 21 budynków pięciokondygnacyjnych ustawionych w układzie równoleżnikowym. W 2019 zostało rozbudowane o inwestycję deweloperską Suska Park złożoną z czterech pięciokondygnacyjnych budynków. Centralną część wypełnia wieloczłonowy obiekt szkolny zajmowany przez Zespół Szkół Ogólnokształcących im. Armii Krajowej (Szkoła Podstawowa nr 36 i VI Liceum Ogólnokształcące) oraz Przedszkole nr 55. Zaplecze handlowo-usługowe tworzą pierwotne i później dobudowane pawilony rozsiane po całym terenie osiedla, a także otwarte w XXI wieku supermarkety przy ulicy Babiogórskiej.
Poza ulicą Sterniczą i Babiogórską, nazwy pozostałych nawiązują do miejscowości dawnego województwa bielskiego (budowę osiedla rozpoczęto rok po reformie administracyjnej z 1975): Andrychowska, Goleszowska, Skoczowska, Suska, Wadowicka. 
Pętlę autobusowę Osiedle Beskidzkie zlokalizowaną przy ulicy Babiogórskiej obsługuje (stan 2022) 9 linii MZK Bielsko-Biała, taka sama liczba linii zatrzymuje się na przystanku Osiedle Beskidzkie Kładka przy alei Andersa. Aleja ta, okalająca osiedle od zachodu, jest częścią Śródmiejskiej Obwodnicy Zachodniej. Skrzyżowanie alei Andersa z ulicą Babiogórską stanowi bezkolizyjny węzeł drogowy.